# Домонтович, Иван Иванович
Иван Иванович Домонтович (1815—1895) — тайный советник, гласный Санкт-Петербургской думы, почётный член Санкт-Петербургского университета.

## Биография
Родился 3 (15) января 1815 года. Был потомком генерального судьи Запорожского войска. Его отец — Иван Георгиевич Домонтович (1781—1854); мать — Елизавета Варламовна, урожд. Ширина (ум. 1873). В семье было 9 детей: Николай, Александр, Иван, Павел, Михаил, Константин, Георгий, Владимир и Варлаам. 
Учился сначала в Петербургском высшем училище (впоследствии, 2-я Санкт-Петербургская гимназия), а затем на историко-филологическом факультете Санкт-Петербургского университета, где окончил курс со степенью кандидата в 1833 году. 
После окончания университета он в течение тридцати трёх лет служил в правительствующем синоде, дойдя до должности вице-директора духовно-учебного управления и управляющего делами Высочайше учрежденного присутствия по улучшению быта православного духовенства. В 1866 году он вышел в отставку и был избран в гласные Петербургской думы, где в продолжение почти тридцати лет принимал активное участие в различных комиссиях; особенно он занимался делом столичной канализации и составил «Записки по проектам об отводе городских нечистот» (СПб.: тип. Г. Шредер, 1874. — [4], 404, VIII с.). 
Умер 23 июля (4 августа) 1895 года на даче в Стрельне. Похоронен на Смоленском православном кладбище.
Библиотека И. И. Домонтовича (392 названия в 511 томах) была передана после его смерти сыном В. И. Домонтовичем Бестужевским курсам.